# Buz Sawyer
Buz Sawyer est une série de bande dessinée de l'Américain Roy Crane distribuée au format comic strip par King Features Syndicate de novembre 1943 à octobre 1989.
Buz Sawyer d'abord est un pilote de l'armée américaine qui combat durant la Seconde Guerre mondiale puis la Guerre de Corée, tout en ayant le temps de fonder une famille avec Christy Jameson.
À partir de 1968, Sawyer officie comme détective privé. En 1974, Crane abandonne la série à ses assistants Ed Granberry et Hank Schlensker, qui la signent à partir de 1977. De 1982 à son arrêt en 1989, elle est dessinée par John Celardo.